# Geureughek
Geureughek is een bestuurslaag in het regentschap Aceh Utara van de provincie Atjeh, Indonesië. Geureughek telt 367 inwoners (volkstelling 2010).